# Andrej Kolesnikov (generál)
Andrej Borisovič Kolesnikov (rusky: Андрей Борисович Колесников; 6. února 1977) je ruský generálmajor (jednohvězdičková hodnost). Podle ukrajinských zdrojů byl zabit při ruské invazi na Ukrajinu v roce 2022. Kolesnikovova smrt nebyla Ruskou federací potvrzena.

## Život
Kolesnikov se narodil v Okťabrskoje ve Voroněžské oblasti dne 6. února 1977 a absolvoval tankovou školu v Kazani (1999), Vševojskovou akademii Ozbrojených sil Ruské federace (2008) a Vojenskou akademii generálního štábu ozbrojených sil Ruska (2020). V roce 2010 byl Kolesnikov podplukovníkem a sloužil jako náčelník štábu 4. gardové tankové divize. Byl povýšen do hodnosti generálmajora a v prosinci 2021 byl jmenován velitelem 29. vševojskové armády Východního vojenského okruhu v Zabajkalském kraji.

### Ruská invaze na Ukrajinu (2022)
Kolesnikov se v roce 2022 zúčastnil ruské invaze na Ukrajinu. Podle ukrajinských představitelů byl zabit v Mariupolu 11. března 2022. Představitelé NATO potvrdili, že ruský velitel z ruského východního vojenského okruhu se stal třetím ruským důstojníkem v generálské hodnosti, který byl zabit v nepřátelských akcích (po Andreji Suchověckém a Vitaliji Gerasimovovi), ale neupřesnili jeho jméno. Ukrajinské tvrzení však nebylo ověřeno západními médii a ruské zdroje tuto smrt nepotvrdily.